# Václavov (Děčín)
Václavov (německy Wenzelsdorf) je XXII. část statutárního města Děčína. Nachází se na jihozápadě Děčína. Václavov leží v katastrálním území Podmokly o výměře 6,88 km².

## Historie
První písemná zmínka o vesnici pochází z roku 1787.

## Obyvatelstvo
Při sčítání lidu v roce 1921 ve vsi žilo 410 obyvatel (z toho 193 mužů), z nichž bylo šestnáct Čechoslováků, 393 Němců a jeden cizinec. Kromě čtrnácti evangelíků, jednoho příslušníka nezjišťovaných církví a tří lidí bez vyznání byli římskými katolíky. Podle sčítání lidu z roku 1930 měla vesnice 477 obyvatel: patnáct Čechoslováků, 454 Němců, jednoho příslušníka jiné národnosti a sedm cizinců. Většina (411 osob) se hlásila k římskokatolické církvi, ale kromě ní ve Václavově žilo dvacet evangelíků, dva členové církve československé, dva židé, dva členové nezjišťovaných církví a čtyřicet lidí bez vyznání.
| | 1869 | 1880 | 1890 | 1900 | 1910 | 1921 | 1930 | 1950 | 1961 | 1970 | 1980 | 1991 | 2001 | 2011 |
| --------------------------------------------------------------------------------------------------- | ---- | ---- | ---- | ---- | ---- | ---- | ---- | ---- | ---- | ---- | ---- | ---- | ---- | ---- |
| Obyvatelé                                                                                           | 226  | 236  | 248  | 422  | 431  | 410  | 477  | 354  | 360  | —    | —    | —    | 298  | 351  |
| Domy                                                                                                | 32   | 33   | 34   | 38   | 43   | 40   | 56   | 54   | —    | —    | —    | —    | 79   | 91   |
| Počet domů z roku 1961 je zahrnut v domech místní části Děčín a údaje z let 1970–1991 v Popovicích. |      |      |      |      |      |      |      |      |      |      |      |      |      |      |

## Další fotografie

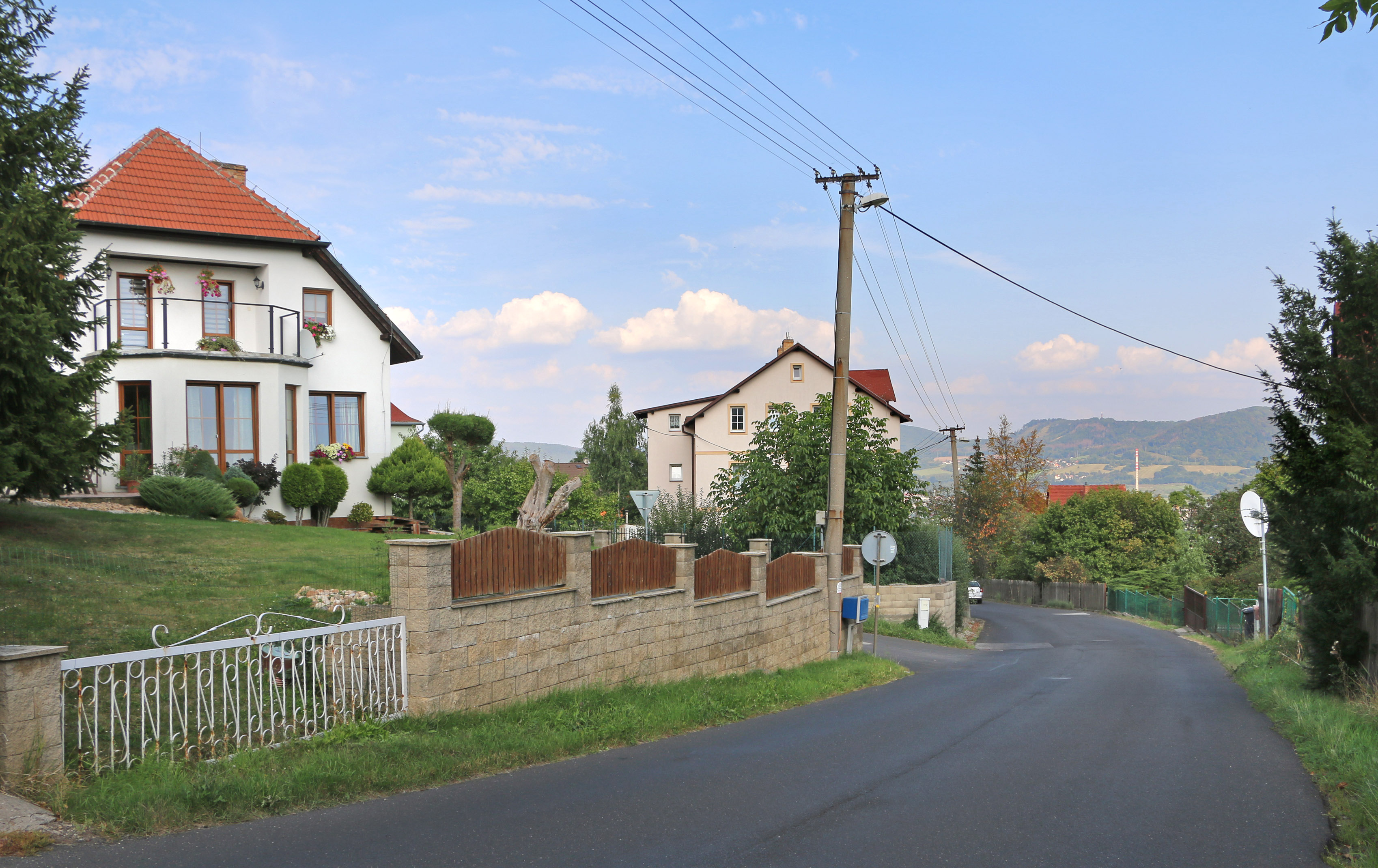
Hraniční ulice na jihu čtvrti
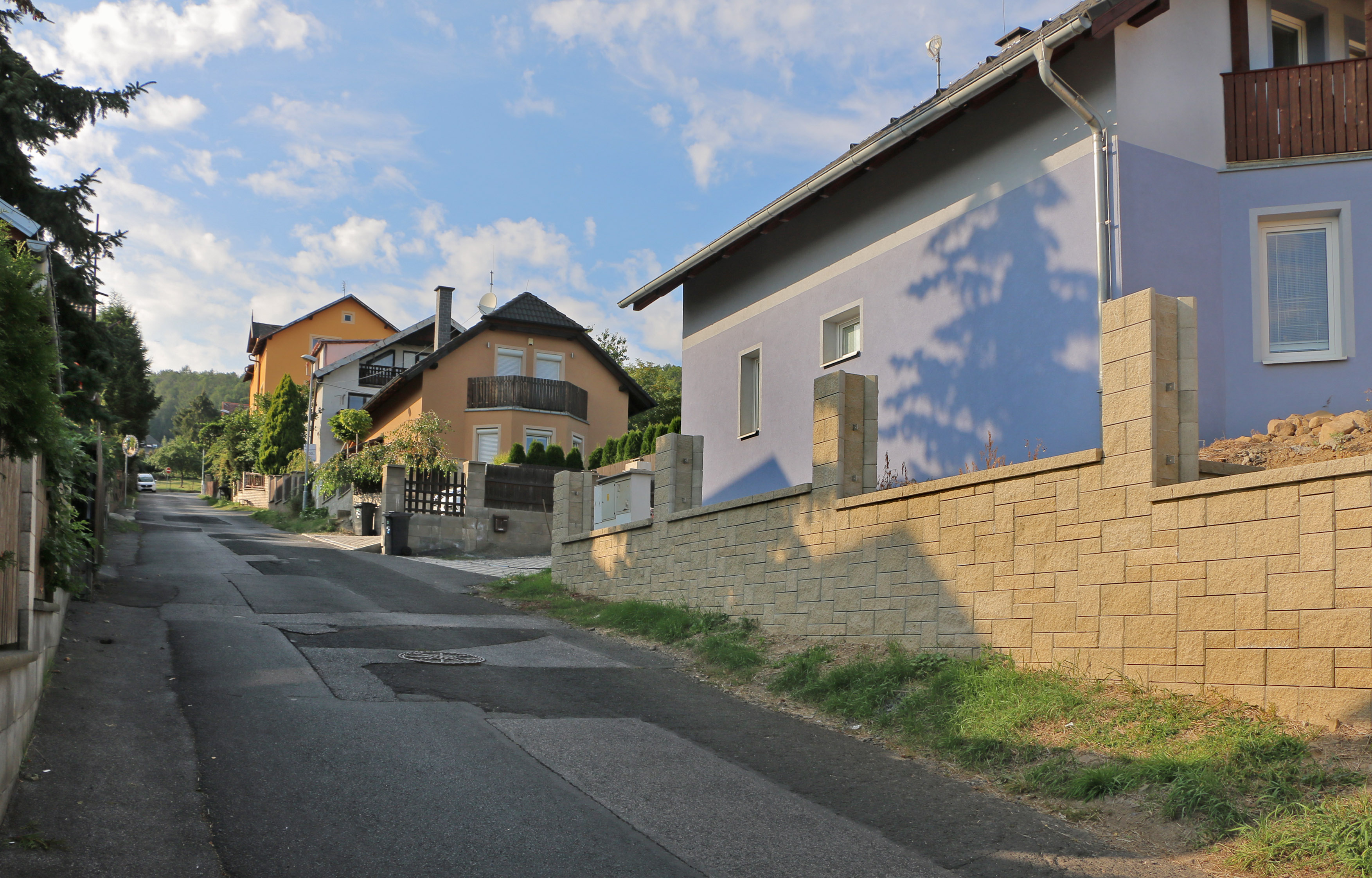
Ulice Veveří
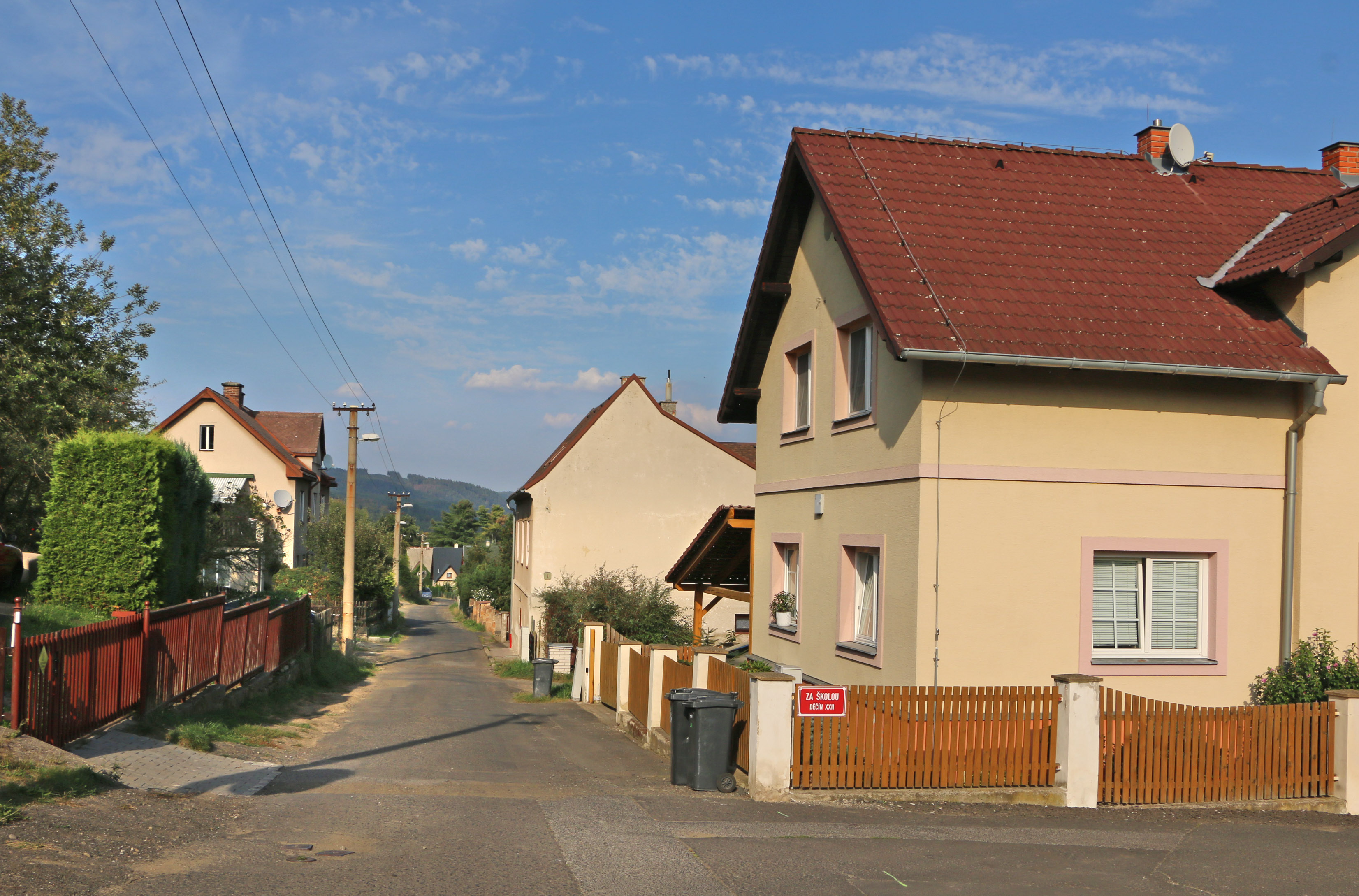
Popovická ulice – vpravo Vávlavov, vlevo Popovice